# Concursul Muzical Eurovision 1983
Eurovision 1983 a fost a douăzeci și opta ediție a concursului muzical Eurovision. A câștigat Luxemburgul reprezentat de Corinne Hermès. 